# Aron Gustaf Borg
Aron Gustaf Borg, född 11 maj 1810 i Vihanti, död 28 juli 1887 i Kuopio, var en finländsk teolog. 
Borg blev teologie doktor 1840, var docent i teologi 1840–1842, professor i exegetik vid Helsingfors universitet 1842–1845, därefter kyrkoherde i Limingo och domprost i Kuopio från 1857. Borg, som var en av sin samtids mest betydande prästmän i Finland (bland annat ledamot av januariutskottet och representant för prästeståndet vid samtliga lantdagar på 1860- och 1870-talen), är främst känd för sin insats som pionjär för söndagsskolverksamheten.

## Utmärkelser
- Sankt Vladimirs orden, fjärde klassen,  1845[1]
- Sankt Annas orden, tredje klass,  1855[1]
- Sankt Stanislausorden, andra klassen,  1856[1]
- Sankt Stanislausorden, andra klassen med kejsarkrona,  1861[1]
- Sankt Annas orden, andra klass,  1864[1]
- Sankt Annas orden, andra klass med kejsarkrona,  1869[1]
- Sankt Vladimirs orden, tredje klass,  1879[1]

[Redigera Wikidata]